# Teplica (Myjava)
 Teplica je mala rijeka je u zapadnoj  Slovačkoj i istočnoj Češkoj, pritok Myjave dug 34 km.

## Opis
Površina sliva iznosi 129,8 km ². Izvire na Bijelim Karpatima u istočnoj Češkoj u pokrajini Južnoj Moravskoj kod sela Kuželov na visini od 440 metara. Ulijeva se u Myjavu južno od grada Senice.
Pokrajine i krajevi kroz koje teče rijeka Teplica:
- Južna Moravska
- Trenčinski kraj
- Trnavski kraj

Gradovi kroz koje prolazi rijeka Teplica:
- Senica